# Friedrich-Wilhelm Krummacher
Friedrich-Wilhelm Gustav Adolf Daniel Theodor Krummacher (ur. 3 sierpnia 1901 w Berlin, zm. 19 czerwca 1974 w Altefähr) – niemiecki teolog, a od 1955 do 1972 roku biskup Pomorskiego Kościoła Ewangelickiego.

## Życiorys
Friedrich-Wilhelm Krummacher urodził się 3 sierpnia 1901 w Berlinie. Jego ojcem był Theodor Krummacher, będący z zawodu teologiem, a później proboszczem. Matką Krummachera była Elisabeth von der Goltz, siostra generała majora Armii Cesarstwa Niemieckiego Rüdigera von der Goltz.
Krummacher studiował teologię w Berlinie, Tybindzie i Greifswaldzie. Ukończył studia w 1927 roku pisząc dysertację z historii kościoła na temat ruchu odrodzenia w Dolnym Renie (niem. Niederrheinische Erweckungsbewegung). Święcenia kapłańskie przyjął w Berlinie w 1925 r., a następnie został zatrudniony jako asystent kaznodziei w Berlinie-Wannsee. Został wówczas mianowany wikariuszem prowincjalnym Marchii Brandenburskiej, którego generalnym superintendentem był Otto Dibelius. Dibelius stał się później ważnym zwolennikiem i towarzyszem Krummachera. Od 1928 do 1933 Krummacher był pastorem w Essen-Werden.
1 maja 1933 Krummacher wstąpił do NSDAP (nr członkowski 2.916.420) i w tym samym roku został powołany do zewnętrznego urzędu kościelnego Niemieckiego Kościoła Ewangelickiego (niem. Deutsche Evangelische Kirche), odpowiedzialnego za ekumenizm, gdzie pełnił funkcję radnego kościelnego ds. niemieckiego Kościoła ewangelickiego i był odpowiedzialny za niemieckie kongregacje protestanckie za granicą w Europie. Na początku II wojny światowej (1939) Krummacher został powołany do Wehrmachtu jako kapelan dywizji. W listopadzie 1943 roku dostał się do niewoli sowieckiej i wywieziony do ważnego politycznie dla Związku Radzieckiego obozu jenieckiego w Krasnogorsku. W 1943 roku pod kierownictwem sowieckim utworzono tam Komitet Narodowy Wolnych Niemiec i Związek Oficerów Niemieckich (niem. Bund Deutscher Offiziere). Pod wrażeniem zbrodniczej wojny prowadzonej przez narodowych socjalistów Krummacher przyłączył się do obu grup i stał się aktywnym współzałożycielem Kościelnej Grupy Roboczej w Komitecie Narodowym. Na tym stanowisku i jako były wysoki urzędnik kościelny został oczywiście wybrany przez kierownictwo sowieckie na przyszłego informatora kościelnego w sowieckiej strefie okupacyjnej, gdyż w sierpniu 1945 roku wraz z grupą Ulbrichta został odwołany z powrotem do Berlina.
Krummacher został początkowo mianowany pastorem w Berlinie-Weißensee i kuratorem Berlina-Landu. W 1946 objął urząd generalnego superintendenta Berlina. Teraz ponownie pracował pod kierunkiem Dibeliusa, który w 1945 roku został biskupem Berlina-Brandenburgii. Już w 1945 roku Krummacher był współzałożycielem istniejącego do dziś protestanckiego tygodnika „Die Kirche”. Po tym jak sowieccy okupanci utworzyli na swoim terenie obozy internowania dla więźniów politycznych, Krummacher starał się zapewnić więźniom opiekę kościelną.
Kiedy w 1954 roku zmarł biskup Pomorskiego Kościoła Ewangelicko Karl von Scheven, Dibelius, który teraz został także przewodniczącym Konferencji Kościoła Wschodniego (niem. Kirchliche Ostkonferenz), prowadził kampanię na rzecz Krummachera na jego następcę, ponieważ spodziewał się, że jego uczeń będzie kontrapunktem dla przyjaznego rządowi biskupa Turyngii Moritza Mitzenheima. 10 lutego 1955 roku Krummacher został wybrany przez Synod Pomorski na biskupa z siedzibą w Greifswaldzie.

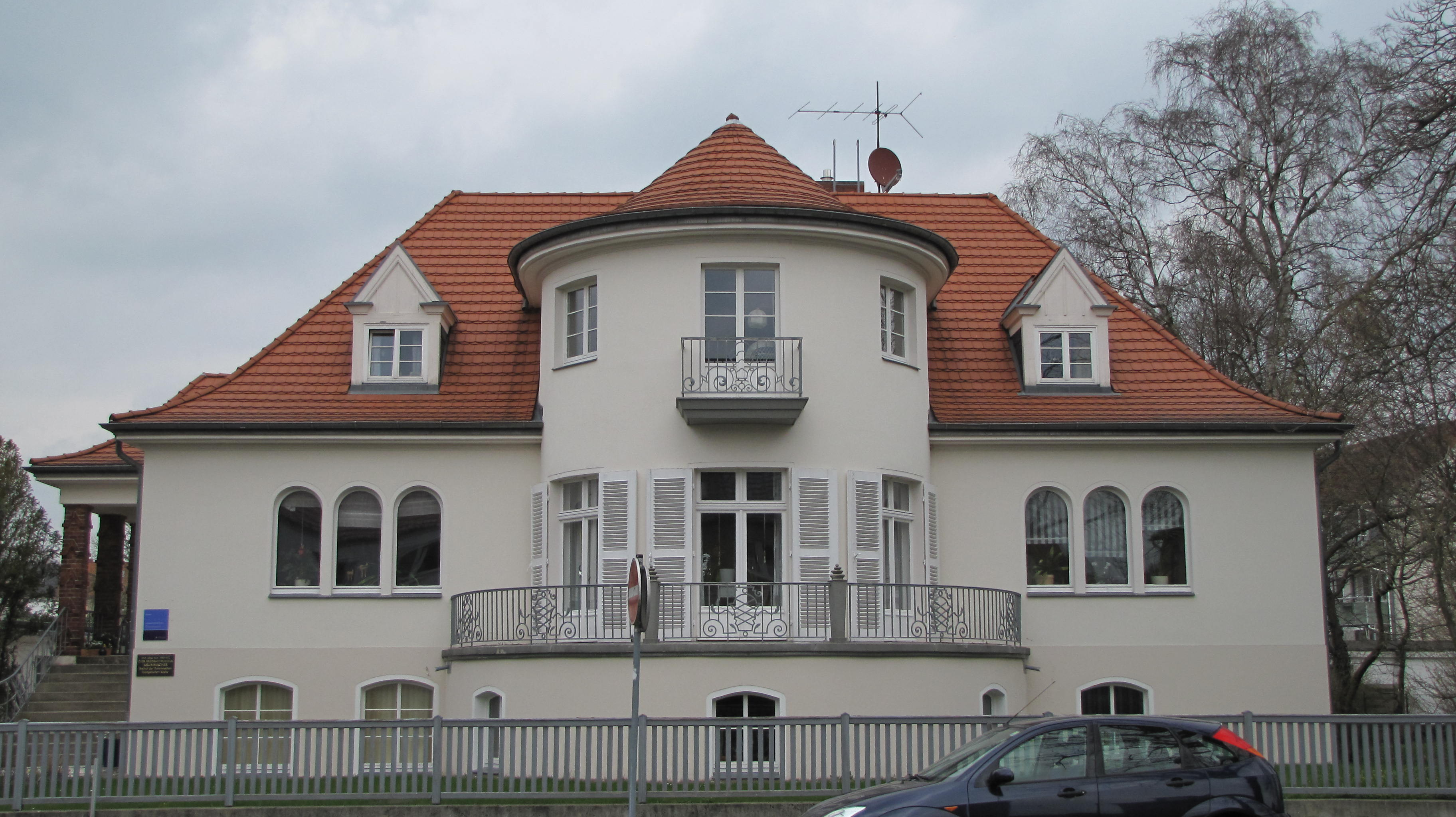
Oficjalna willa biskupa Krummachera w Greifswaldzie, Rudolf-Petershagen-Allee 3

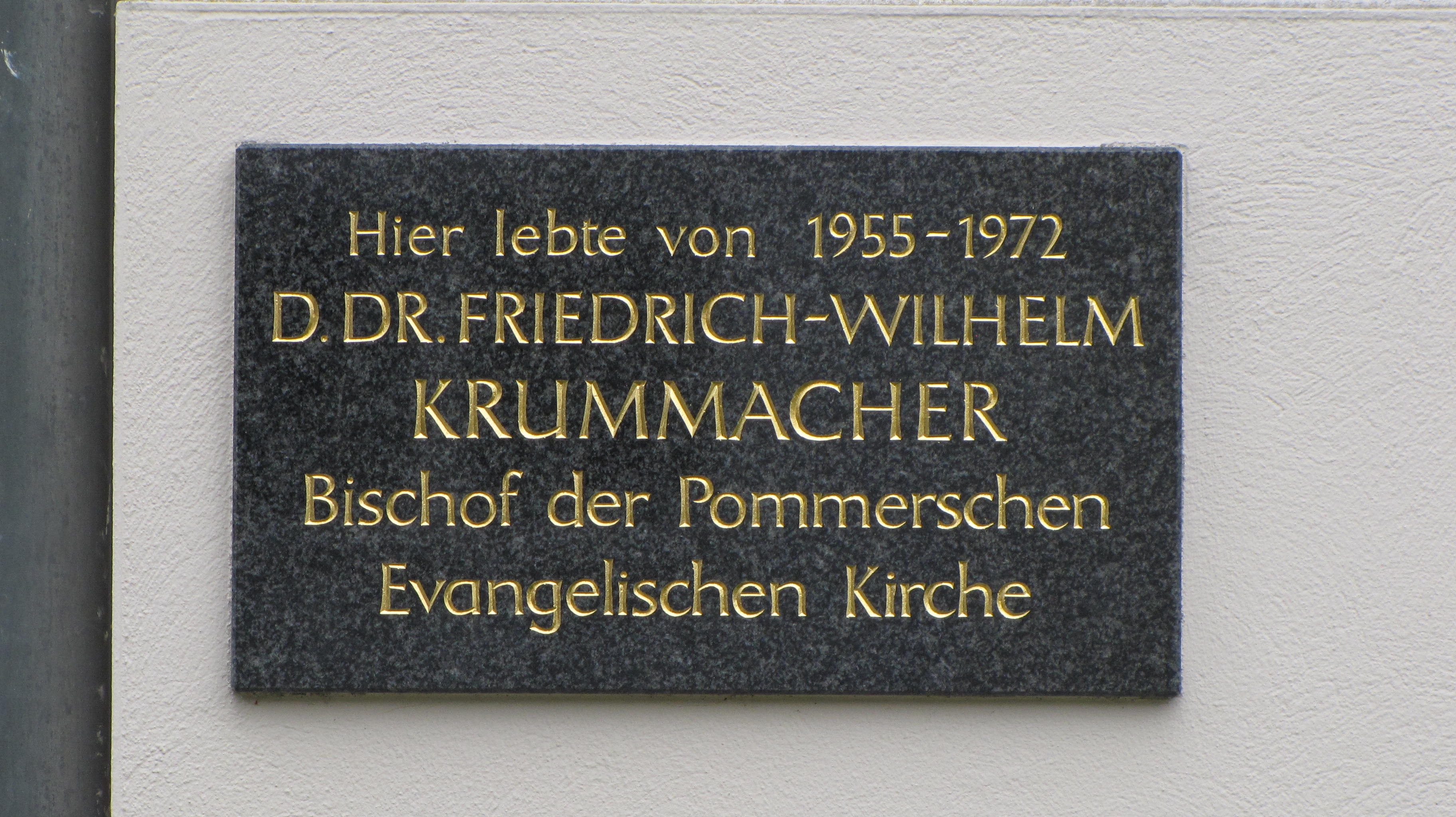
Tablica pamiątkowa biskupa Krummachera przy Rudolf-Petershagen-Allee 3

Objęcie urzędu przez Krummachera zbiegło się w czasie z pogorszeniem stosunków rządu NRD z kościołami, spowodowanym przede wszystkim żądaniem deklaracji wierności państwu socjalistycznemu, utrudnianiem pracy z młodzieżą kościelną oraz wprowadzeniem państwowej Jugendweihe. W przeciwieństwie do biskupa Mitzenheima Krummacher w dyskusjach z przywódcami NRD gorąco opowiadał się za niezależnością kościołów NRD i nieskrępowanym praktykowaniem religii. Kiedy rząd zdał sobie sprawę, że wbrew wcześniejszym nadziejom Krummachera nie można wykorzystać do celów polityki kościelnej, próbował zmusić go do uległości poprzez oszczerstwa i prześladowania, ale na próżno. Próby zdyskredytowania go ze względu na jego dawną postawę narodowosocjalistyczną również pozostały bezowocne. Służba bezpieczeństwa państwa wyznaczyła czołowego prawnika na konsystorzu w Greifswaldzie, który miał poinformować biskupa.
14 czerwca 1960 roku biskupi Niemiec Wschodnich jednomyślnie wybrali Krummachera na nowego przewodniczącego Konferencji Kościoła Wschodniego, ponownie z inicjatywy Dibeliusa. Rząd NRD uznał to za obrazę swojego ulubionego Mitzenheima i przez długi czas odmawiał uznania Krummachera jako negocjatora kościelnego. Dopiero gdy stało się jasne, że proces przypodobania się Mitzenheimowi i związane z nim wysiłki solowe doprowadziły do jego izolacji w kościele, Krummacher został zaakceptowany. Odegrał teraz także ważną rolę w komitetach ekumenicznych i został członkiem Rady Kościoła Ewangelickiego w Niemczech (EKD), ogólnoniemieckiego stowarzyszenia wszystkich protestanckich kościołów regionalnych. Ponieważ EKD stanęła na drodze suwerennym aspiracjom NRD, otworzył się nowy obszar konfliktu. Pełniąc podwójną rolę przywódcy kościoła w Niemczech Wschodnich i wysokiego rangą przedstawiciela kościoła ogólnoniemieckiego, Krummacher po raz kolejny znalazł się w trudnych stosunkach z przywódcami NRD.
Jego konsekwentne opowiadanie się za jednością Kościoła poza wewnętrzną granicą Niemiec znalazło szerokie poparcie na szczeblu kościelnym zarówno na Wschodzie, jak i na Zachodzie, w związku z czym był stale ponownie wybierany na przewodniczącego Konferencji Kościoła Wschodniego, która później przemianowała się na Konferencję Przywódców Kościoła Protestanckiego w NRD do 1969 roku. Ostatnio prowadził zaciekłą kampanię przeciwko odłączeniu się kościołów NRD od EKD i za pomocą wciąż nowych propozycji starał się zachować jedność Kościoła protestanckiego. Ostatecznie nie udało mu się przełamać postawy nowego pokolenia przywódców kościelnych NRD i 10 czerwca 1969 roku. powołano do życia Związek Kościołów Ewangelickich w NRD (niem. Bund der Evangelischen Kirchen in der DDR), odrywając się od EKD. Po tym, jak Krummacher osiągnął w przepisach federalnych zapis o „zaangażowaniu na rzecz specjalnej wspólnoty chrześcijańskiej w Niemczech”, opowiedział się następnie za ścisłymi kontaktami między rządem federalnym a EKD.
W 1972 Krummacher przeszedł na emeryturę i osiedlił się w Altefähr na Rugii. Jego regionalny kościół wzniósł mu pomnik wraz z Friedrich-Wilhelm-Krummacher-Haus, kościelnym centrum spotkań w Weitenhagen (niedaleko Greifswaldu).
Friedrich-Wilhelm Krummacher zmarł 19 czerwca 1974 roku.

## Życie prywatne
Friedrich-Wilhelm Krummacher wraz ze swoją kobietą Helgą dorobił się siódemki dzieci: Sigrid Stralsund, Hans-Heinrich, Irmtraud, Friedhelm, Helga, Bernd-Dientrich i Chrioph.

## Literatur
- Aulikki Mäkinen. Friedrich Wilhelm Krummacher – der Mann der Einheit. „Zeitgeschichte regional”. 2, s. 39-44, 2002. Meklemburgia-Pomorze Przednie. (niem.).